# TOO FAST TO LIVE TOO YOUNG TO DIE
『TOO FAST TO LIVE TOO YOUNG TO DIE』（トゥー・ファスト・トゥ・リヴ・トゥー・ヤング・トゥ・ダイ）は、2004年3月17日に発売された氣志團の3rdアルバム。

## 概要
前作から約1年ぶりのオリジナルアルバム。
ジャケットに登場している人物は、ユニコーンが1989年に発売したアルバム『服部』でモデルを務めた鳶職人の中村福太郎。

## メンバー・演奏者
- 綾小路 翔（翔やん）：VOCAL & MC & GUITAR
- 早乙女 光（ヒカル）：DANCE & SCREAM
- 西園寺 瞳（トミー）GUITAR
- 星 グランマニエ（ランマ）：GUITAR
- 白鳥 松竹梅（マツ）：BASS GUITAR
- 白鳥 雪之丞（ユッキ）：DRUMS & DRUNK

## 収録曲

### CD
全編曲：氣志團
| #         | タイトル                                       | 作詞                      | 作曲                      | 時間  |
| --------- | ---------------------------------------------- | ------------------------- | ------------------------- | ----- |
| 1.        | 「キラ キラ!」                                 | 綾小路翔                  | 綾小路翔                  | 5:22  |
| 2.        | 「さよならDecember」                           | 綾小路翔                  | 綾小路翔                  | 4:23  |
| 3.        | 「スクール★ウォーズ」                          | 綾小路翔                  | 西園寺瞳                  | 3:27  |
| 4.        | 「スウィンギン・ニッポン」                     | 綾小路翔                  | 綾小路翔                  | 4:40  |
| 5.        | 「スパトニック・シティ・ブビ ブビ - 黎明篇 -」 | 綾小路翔                  | 綾小路翔                  | 4:59  |
| 6.        | 「PETERPAN EXPRESS」                           | 綾小路翔                  | 星グランマニエ            | 4:47  |
| 7.        | 「アンドロメダの先輩」                         | 綾小路翔                  | 星グランマニエ            | 3:20  |
| 8.        | 「NIGHT THE KNIGHTS」                          | 綾小路翔                  | 綾小路翔                  | 4:46  |
| 9.        | 「あばよ クレージュ・タクト，BABY・・・」      | 綾小路翔                  | 綾小路翔                  | 3:33  |
| 10.       | 「謬」                                         | ‐                         | 星グランマニエ            | 3:11  |
| 11.       | 「SECRET LOVE STORY」                          | 綾小路翔                  | 綾小路翔 & 星グランマニエ | 6:25  |
| 12.       | 「ゆかいな仲間たち」                           | 星グランマニエ & 綾小路翔 | 星グランマニエ            | 5:10  |
| 合計時間: | 合計時間:                                      | 合計時間:                 | 合計時間:                 | 54:03 |

## 曲解説
1. キラ キラ!
5枚目のシングル
2. さよならDecember
3. スクール★ウォーズ
4. スウィンギン・ニッポン
3枚目のシングル
5. スパトニック・シティ・ブビ ブビ - 黎明篇 -
シングル『SECRET LOVE STORY』のカップリング曲の歌詞を変更したバージョン。
6. PETERPAN EXPRESS
7. アンドロメダの先輩
8. NIGHT THE KNIGHTS
9. あばよ クレージュ・タクト，BABY・・・
シングル『スウィンギン・ニッポン』のカップリング曲
10. 謬
11. SECRET LOVE STORY
4枚目のシングル
12. ゆかいな仲間たち